# Nuevo Mérida
Nuevo Mérida är en ort i Mexiko.   Den ligger i kommunen Palenque och delstaten Chiapas, i den sydöstra delen av landet, 800 km öster om huvudstaden Mexico City. Nuevo Mérida ligger 396 meter över havet och antalet invånare är 466.
Terrängen runt Nuevo Mérida är kuperad. Runt Nuevo Mérida är det glesbefolkat, med 18 invånare per kvadratkilometer. Närmaste större samhälle är Cristóbal Colón, 17,9 km öster om Nuevo Mérida. I omgivningarna runt Nuevo Mérida växer i huvudsak städsegrön lövskog.